# Бакалы (Татарстан)
Бакалы — деревня в Бавлинском районе Татарстана. Входит в Покровско-Урустамакское сельское поселение. Население — 99 человек (2010 г.), в основном русские.

## Название
В старых источниках упоминается также под названием Дмитриевка. 

## География
Расположена на востоке района возле автодороги Р239 «Казань — Оренбург — граница с Казахстаном» вблизи границы республики, в 4,5 км к северо-востоку от села Покровский Урустамак, в 15 км к юго-востоку от города Бавлы и в 20 км к югу от города Октябрьский.

## История
Деревня основана в XIX в., До 1861 г. жители относились к категории помещичьих крестьян и принадлежали помещице Е. Н. Аничковой.
В начале XX в. в деревне действовала школа начальной грамоты.
До 1920 г. деревня относилась к Бугульминскому уезду Самарской губернии. С 1920 г. в составе Бугульминского кантона ТатАССР. С 10.08.1930 г. в составе Бавлинского района (за исключением периода с 01.02.1963 по 11.01.1965, когда район был упразднён и деревня входила в состав Бугульминского района).

## Население
1. Н/Д[2]

1. Н/Д[3]

## Инфраструктура
Личное подсобное хозяйство с зоной сельскохозяйственного использования, индивидуальная застройка усадебного типа.

## Достопримечательности
Стелана въезде в деревню «Вечная слава павшим за Родину».

## Транспорт
Автобусное сообщение с райцентром. Остановка общественного транспорта «Бакалы » на въезде в деревню.